# Ippostrato
Ippostrato (Hippostratos; Hipustratasa; fl. I secolo a.C.) è stato un re indo-greco che regnò nel Punjab occidentale tra il 65 e il 55 a.C..
Era probabilmente figlio di re Apollodoto II e assieme al padre potrebbe essere stato membro della dinastia del grande re indo-greco Menandro I.
La quantità e la qualità delle sue monete indicano che fu un re potente: pare che abbia combattuto con successo contro gli invasori indo-sciti, guidati da re Azes I; alla fine, però, Azes dovrebbe aver trionfato su Ippostrato, come indicato dal fatto che molte monete di Ippostrato furono riconiate a nome di Azes.